# سرطان غدد بزاقی
سرطان غدد بزاقی (انگلیسی: Salivary gland neoplasm) نوع نادری از سرطان که در بافت غدد بزاقی به وجود می‌آید. بیشتر سرطان‌های غدد بزاقی در اشخاص مسن بروز می‌کند. این سرطان به دو دسته خوش‌خیم و بدخیم تقسیم می‌شود. سرطان غدد بزاقی عمدتاً در غدد پاروتید که در مقابل گوش‌ها واقع است، ایجاد می‌شود. همچنین سرطان غدد بزاقی کوچک‌تر، بیشتر در ناحیه سقف دهان (کام بالا) ایجاد می‌شود. بیشتر از نصف سرطان‌های غدد بزاقی خوش‌خیم بوده و به بافت‌های مجاور سرایت نمی‌کنند. دلیل بروز سرطان غدد بزاقی هنوز به طور دقیق مشخص نمی‌باشد.

## علائم
- احساس درد در داخل دهان
- زخم در پرده مخاطی دهان که روی تومور را می‌پوشاند
- از دست دادن توانایی حرکت صورت
- گرفتگی یا احتقاق بینی
- ایجاد تغییراتی در بینایی
- بی‌حسی در بخش‌هایی از صورت
- ضعف عضلات در یک طرف صورت
- مشکل در بلعیدن
- مشکل در گشودن کردن دهان
- توده یا ورم در نزدیکی فک و گردن و دهان